# Załoga Polskiej Wytwórni Papierów Wartościowych

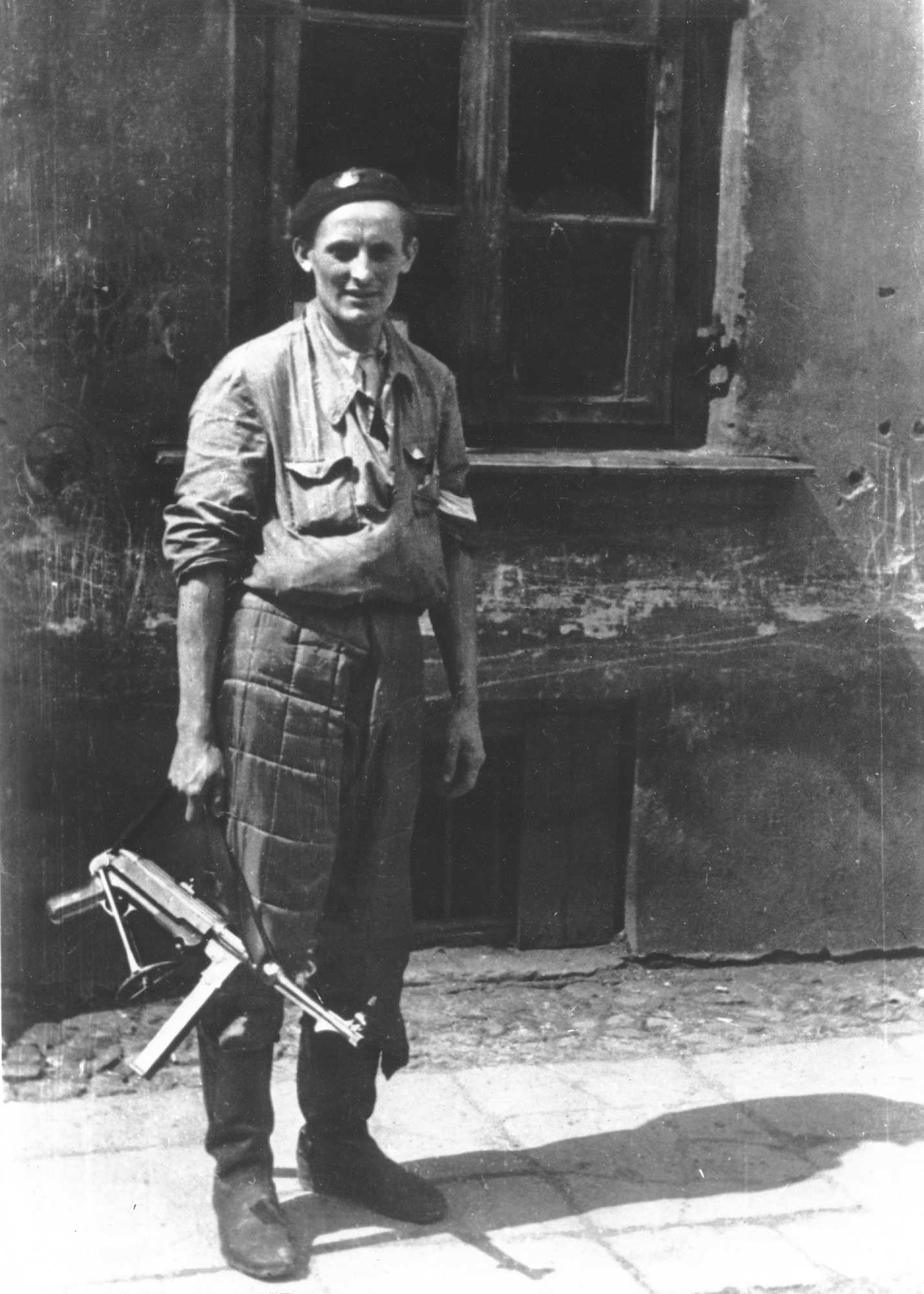
kpr. Roman Marchel „Rom” z grupy szturmowej PWB/17/S ze zdobycznym MP-40

Załoga Polskiej Wytwórni Papierów Wartościowych – jednostki bojowe Armii Krajowej walczące w okresie powstania warszawskiego.

## Organizacja
Załoga została utworzona 1 sierpnia w składzie I rejonu „Róg” na bazie samodzielnej grupy specjalnej PWB/17/S (Podziemna Wytwórnia Banknotów), która została sformowana w 1940 przez mjr. Mieczysława Chyżyńskiego ps. „Pełka” i podlegała VII Oddziałowi Komendy Głównej AK.

## Szlak bojowy
W godzinie „W” oddział liczył ok. 100 ludzi i składał się z sekcji: bojowej, sanitarnej, technicznej, gospodarczej oraz szturmowej pod dowództwem kpr. Romana Marchla ps. „Rom”.
2 sierpnia w składzie zgrupowania „Róg”, atakiem od wewnątrz, załoga brała udział w opanowaniu PWPW i przeszła do obrony obiektu. 10 sierpnia została wzmocniona kompanią „Osa” z batalionu „Kiliński”. Od 16 sierpnia oddział walczył w zgrupowaniu Kedywu pod dowództwem ppłk. Franciszka Rataja ps. „Paweł”, a następnie wszedł w skład oddziału „Leśnik”, któremu powierzono obronę PWPW. Wspólnie z nim załoga odpierała niemieckie ataki na wytwórnię. Od 26 sierpnia załogą dowodził (poległy 28 sierpnia) por. Czesław Lech ps. „Biały”. Wskutek braku dowództwa załoga przestała istnieć. Pozostałych przy życiu żołnierzy wcielono do innych jednostek.